# Pyrausta chilialis
Pyrausta chilialis là một loài bướm đêm trong họ Crambidae.